# الکالتژ
الکالتژ (به اسپانیایی: Alcoletge) یک شهرستان در اسپانیا است که در کاتالونیا واقع شده‌است.

## خصوصیات
الکالتژ ۱۶٫۷ کیلومترمربع مساحت دارد ۲۱۳ متر بالاتر از سطح دریا واقع شده‌است.